# 469705 ǂKá̦gára
469705 Ká̦gára, chỉ định chính thức (469705) 2005 EF298, là một thiên thể ngoài Hải Vương tinh và hệ đôi của vành đai Kuiper, nằm ở vùng ngoài cùng của Hệ Mặt Trời. Nó được phát hiện vào ngày 11 tháng 3 năm 2005 bởi Marc William Buie tại Đài thiên văn Kitt Peak. Nó có đường kính khoảng 140 km (90 dặm). Vệ tinh ≈120 km (75 dặm) của nó !Hãunu đã được phát hiện bởi Kính viễn vọng không gian Hubble vào năm 2009.

## Các cái tên
Những cái tên được đặt cho hai thiên thể này, ǂKá̦gára và ǃHãunu là từ thần thoại của người IXam ở Nam Phi. ǂKá̦gára (cũng là ǂKagara) và anh rể của mình !Hãunu đã chiến đấu một trận chiến lớn ở phía đông bằng sấm sét, tạo ra mây và mưa. Cuộc xung đột đã kết thúc, ǂKá̦gára trả lại em gái của mình, vợ của !Hãunu, cho cha mẹ của họ. Các tên được đặt phải được Nhóm công tác của Hiệp hội Thiên văn quốc tế phê duyệt cho danh pháp vật thể nhỏ trước khi chúng trở nên chính thức.
Dấu phụ dưới hoặc sau 'a' đầu tiên trong ǂKá̦gára/ǂKaʻgara chỉ ra rằng đó là một nguyên âm hầu, cũng là đặc trưng của tiếng San. Thông thường, khi nói tiếng Anh, các phụ âm click trong các từ từ ǀXam và các ngôn ngữ San khác chỉ bị bỏ qua (phần nhiều là Xhosa được phát âm là / koʊzə / (KOH-zə) chứ không phải là [osa]), dẫn đến / ˈkɑːʔɡɑːrə / (KAH-gar -ə) và / haʊnuː / (HOW-noo). Các ASCII xấp xỉ của các cái tên là = Ka'gara (hoặc = Kagara, #Kagara, v.v.) và !Haunu.

## Quỹ đạo và sự che lấp
ǂKá̦gára là một thiên thể cổ điển lạnh ngoài Sao Hải Vương. Nó quay quanh Mặt Trời ở khoảng cách 44 AU cứ sau 290 năm. Quỹ đạo của nó có độ lệch tâm 0,09 và độ nghiêng 3° so với đường hoàng đạo. Nếu hai vật thể là những quả cầu có mật độ bằng nhau, thì các sự kiện che lấp lẫn nhau giữa ǂKá̦gára và vệ tinh của nó !Hãunu nên bắt đầu vào năm 2015 và sẽ tiếp tục cho đến năm 2035. Khi ǂKá̦gára đi qua trước !Hãunu, các sự kiện có thể kéo dài đến 8 giờ. !Hãunu đi qua trước ǂKá̦gára, chúng dự kiến sẽ kéo dài chừng 2 ngày. Những sự kiện sau này dự kiến chỉ xảy ra từ năm 2022 đến 2027.

## Sự hình thành
Các quỹ đạo tiên tiến thống trị các hệ đôi chặt chẽ như 469705 ǂKá̦gára, những quỹ đạo có bán trục lớn vệ tinh nhỏ hơn khoảng 5% bán kính Hill của chúng. Grundy et al. đề xuất rằng đây có thể là "dấu hiệu của sự hình thành hành tinh thông qua sự sụp đổ lực hấp dẫn của các cải tiến mật độ cục bộ như gây ra bởi sự mất ổn định phát trực tuyến", đã được đề xuất như là cơ chế hình thành của thiên thể duy nhất được truy cập, (486958) 2014 MU69.

## Vệ tinh, kích thước và khối lượng
469705 Ká̦gára có một vệ tinh được biết đến, !Hãunu. Chênh lệch cấp sao giữa ǂKá̦gára và ǃHãunu là 0,59. Điều này tương ứng với sự khác biệt về đường kính 13%, nếu hai vật thể có cùng một suất phản chiếu.
Khối lượng của hệ là (2.18 ±0.12)×1018 kg, và, với suất phản chiếu, các vật thể tương đương với một quả cầu có đường kính 174+27
−32 km. Điều này tương ứng với mật độ 11+09
−04 g/cm3. Điều này không đặc biệt hạn chế thành phần của các vật thể, vì các thanh lỗi bao gồm mật độ của cả vật thể nhỏ, xốp và vật thể lớn hơn, sụp đổ. (Xem 229762 Gǃkúnǁʼhòmdímà để thảo luận.) Giả sử hai vật thể có cùng một suất phản chiếu và mật độ, khối lượng của chúng là (129±007)×1018 kg và (089±005)×1018 kg, và đường kính của chúng là 138+21
−25 km và 138+21
−25 km.